# Narciso Heredia y Begines de los Ríos
Narciso Heredia y Begines de los Ríos (Gines, Província de Sevilha, 11 de setembro de 1775 — Madrid, 8 de setembro de 1843), 1.º marquês de Heredia, 2.º conde de Heredia-Spínola desde 30 de março de 1831, grande de Espanha, conde consorte de Ofalia, senador pela Província de Lugo, foi um político ligado ao Partido Moderado e diplomata espanhol que se destacou durante as Guerras Carlistas.

## Biografia
Filho de Narciso de Fernández de Heredia y Spínola, 1.º conde de Heredia-Spínola e de María de las Mercedes Begines de los Ríos y Bejarano.
Casou em primeiro casamento, em 1803, com María de la Soledad Cerviño y Pontejos, neta do Marquês de Pontejos, com quem teve duas filhas. Quando ficou viúvo, casou-se em 1823 com María Dolores Salabert y Torres, 3.ª condessa de Ofalia, com quem não teve filhos e de quem ficou viúvo em 1831. Na diplomacia, era conhecido pelo título de Conde de Ofalia, que lhe foi concedido por mandato real.
Começou os seus estudos em Almeria, onde o seu pai era administrador geral das receitas reais da província. Estudou depois Direito na Universidade de Granada, iniciando a sua carreira académica no Real Colegio Mayor de San Bartolomé y Santiago, onde viveu desde o início dos seus estudos.
Em 1803 foi nomeado oficial do Ministério de Estado espanhol na Embaixada de Espanha nos Estados Unidos, ao serviço de Carlos Martínez de Irujo y Tacón, marquês de Casa Irujo, e continuou a sua carreira política como chefe de negociações do Ministério de Estado.
Em 1808 foi feito cavaleiro da Ordem de Carlos III. Durante o reinado de José I Bonaparte acompanha a Junta Suprema Central a Sevilha e renunciou a um cargo de Secretário de Estado oferecido pelo rei, mas mesmo assim caiu em desgraça devido a acusações de afrancesamento por parte de alguns dos seus familiares, tendo-se fixado de 1809 a 1812 em Málaga. No entanto, logo reabilitado, foi nomeado Subsecretário de Estado, encarregado dos assuntos dos Estados Unidos, durante a maior parte do Sexénio Absolutista, participando nas negociações do Tratado de Adams-Onís para a delimitação das fronteiras do Vice-Reino da Nova Espanha.
Entre 1819 e 1820 esteve exilado em Almería por defender o realismo iluminista e moderado, enquanto conselheiro do Conselho Supremo de Guerra. Em 1820, durante as Cortes de Cádis, foi agraciado com a grã-cruz da Ordem de Isabel, a Católica.
Em 1823, deu-se a restauração do absolutismo e, graças ao apoio de António Ugarte, um dos membros mais influentes da corte de Fernando VII de Espanha, regressou ao poder como Ministro da Graça e da Justiça, em funções 2 de dezembro de 1823 a 18 de janeiro de 1824.
Chefiou o governo a partir de 25 de dezembro de 1823, quando se tornou Ministro de Estado de Espanha em exercício, em substituição do Marquês de Casa Irujo, e foi Ministro de Estado efetivo desde a morte deste último, a 18 de janeiro. O novo gabinete teve pela frente a séria tarefa de restabelecer uma administração desequilibrada e reconstruir o Estado num ambiente de divisão entre os espanhóis que tornava extremamente difícil qualquer tarefa de governo.
O conde de Ofalia e os seus ministros defendiam a realização de uma revisão e reforma prudente do Antigo Regime e a introdução de algumas modificações moderadas, deixando a Coroa fora do conflito. O trabalho de Luis López Ballesteros no Secretaria das Finanças e de Luis Salazar no Ministério da Marinha destacaram-se como os dois ministros mais estáveis de toda a década e pelas importantes reformas que levaram a cabo. O conde de Ofalia e o seu gabinete pareciam a Chateaubriand moderados ou quase meio-liberais.
Em julho de 1824 foi demitido devido a três questões que enfraqueceram o seu governo: a contínua oposição dos monárquicos ortodoxos, a amnistia de 14 de maio de 1824, que não satisfez ninguém, e a criação de uma polícia organicamente autónoma que desagradou aos militares. Foi exilado pela segunda vez em Almería. Durante a sua viagem, a intervenção do governador de Almeria salvou-o do ataque de voluntários monárquicos em Gádor, apesar da forte escolta que o acompanhava, no clima de tensão que se seguiu ao episódio do Monumento aos Mártires da Liberdade.
Em 1827, foi chamado a exercer funções diplomáticas, tendo sido nomeado ministro plenipotenciário em Londres e, posteriormente, encarregado da embaixada em Paris. As suas relações com Louis Philippe d'Orléans eram excelentes, pois o Conde de Ofalia conseguiu que a Espanha fosse uma das primeiras potências a reconhecê-lo como rei dos franceses, em troca de a França deixar de armar e apoiar os liberais espanhóis.
Em 1832 deixou o seu posto diplomático e regressou a Espanha para assumir a direção do novo Ministerio de Fomento General del Reino no governo de transição de Cea Bermúdez (28 de dezembro de 1832 a 29 de setembro de 1833).
Em 1837 foi nomeado Presidente do Conselho de Ministros, cargo que exerceu de 16 de dezembro de 1837 a 6 de setembro de 1838, porque era visto como o único capaz de conseguir uma intervenção estrangeira que evitasse uma guerra civil com os carlistas. O seu governo acabou por ser incapaz de sanear o tesouro e um motim em Cádis (1838) provocou a sua queda e a sua retirada definitiva da política.